# 加拿大文化遺產部

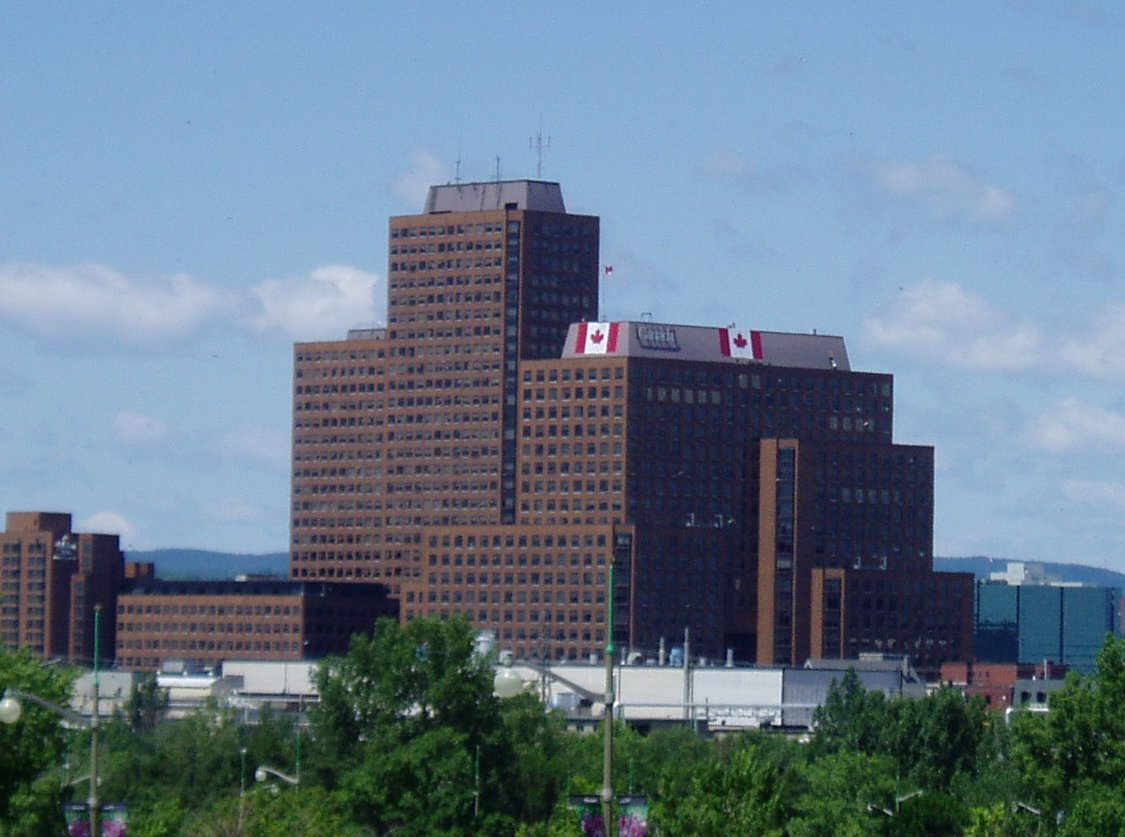
修地埃台是加拿大文化遺產部總部所在地，位於魁北克加蒂諾。

加拿大文化遺產部（英語：Department of Canadian Heritage），是加拿大政府主管藝術、文化、媒體、通訊、官方語言（包括法語圈國際組織）、婦女地位、體育事务的行政机构。该部同时負責加拿大國王及其他皇室成員前往加拿大訪問的事务。
文化遺產部原屬加拿大通信部。1996年，通信部的技術方面職權轉移至加拿大工業部，而其他非技術部門則改為文化遺產部。2008年下半年，多元文化政策划归至公民、难民与移民部管理。
文化遺產部总部位於魁北克省加蒂諾市中心的修地埃台。

## 机构设置
加拿大文化遗产部设置下列机构：
- 加拿大国家艺术委员会（英语：Canada Council）
- 加拿大科学技术博物馆公司
- 加拿大廣播公司
- 加拿大人权博物馆（英语：Canadian Museum for Human Rights）
- 加拿大历史博物馆
- 加拿大移民博物馆（英语：Canadian Museum of Immigration at Pier 21）
- 加拿大自然博物馆（英语：Canadian Museum of Nature）
- 加拿大种族关系基金会（英语：Canadian Race Relations Foundation）
- 加拿大国家艺术中心
- 国家资产委员会（英语：National Capital Commission）
- 加拿大國立美術館
- 加拿大影视管理局

## 外部連結
- 加拿大文化遺產部